# 宝あきひと
宝 あきひと（たから あきひと）は日本の漫画家。関東地方在住

## 経歴・特徴
一般誌で描いていたが、『COMICポプリクラブ』のポプリ大賞準入選作で本格デビューする。肉感たっぷりなキャラクターと大筋はいちゃラブなストーリが特色だった。コミックマーケットに行った際に開眼したという。数えきれないほどの漫画家の影響を受けているが、根本は戸部淑、大橋葦人。基本的には読んでいてニヤニヤできるシチュエーションで、主人公にヒロインもべったりという物語が好きである。アンハッピーなストーリーも嫌いではない。可愛い女の子と柔らかい胸が見所で、羞恥心や照れがある女の子の表情を魅せることに力を入れている。
好きな物はおいしいご飯、リラックスできる癒やし物である。

## 作品

### 読み切り
- 赤でコスな彼女 COMICポプリクラブ2012年11月号（第49回ポプリ大賞準入選）
- いきなり!?ほーむすてい COMICポプリクラブ2013年1月号
- 図書室 DE ひみつ COMICポプリクラブ2013年2月号
- 水晶玉とバレンタイン COMICポプリクラブ2013年3月号
- ぷるぷるすい～つ COMICポプリクラブ2013年4月号
- やまのもものけ COMICポプリクラブ2013年5月号
  - やまのもののけ其の二 COMICポプリクラブ2013年6月号
- 先生＠肉便器 COMICポプリクラブ2013年7月号
- ひみつのアイドル COMICポプリクラブ2013年9月号
- 禁止彼女 COMICポプリクラブ2013年10月号
- 誘惑お姉ちゃん♥ COMICポプリクラブ2013年11月号
- おひるごはん COMICポプリクラブ2013年12月号
- らいふ✩あっぷ COMICポプリクラブ2014年1月号
- 姉妹えっち♥ COMICポプリクラブ2014年2月号
- 秘密?温泉 COMICポプリクラブ2014年3月号
- 裏✩表 COMICポプリクラブ2014年4月号
- 思春期らぷそでぃ COMICポプリクラブ2014年5月号
- 幽霊の梢さん COMICポプリクラブ2014年6月号
- お仕事終わりのハプニング✩ COMICポプリクラブ2014年7月号
- 水のせせらぎの夏の音 COMICポプリクラブ2014年8月号
- おしりっぽ COMICポプリクラブ2014年9月号
- お礼はπで COMICポプリクラブ2014年10月号
- とらっぷとぅあいす COMICポプリクラブ2014年11月号
- えっちあーるじぇーけー COMICポプリクラブ2015年3月号
- 癒嫁 COMICポプリクラブ2015年4月号
- らなうぇいお姉ちゃん COMICポプリクラブ2015年6月号

### 単行本
- 『恋色Girls総天然色 』マックス、ポプリコミックス（2014年11月25日発売）ISBN 978-4863793385
- 『乳恋彼女』久保書店 、ワールドコミックススペシャル（2015年12月18日発売）ISBN 978-4765936019
- 『天使妹とダメ姉de無理やり三角関係』ジーウォーク 、ムーグコミックスピーチシリーズ（2017年10月27日発売）ISBN 978-4862977120